# Heinrich Immendorff
Heinrich Immendorff (* 29. Februar 1860 in Lingen; † 30. Januar 1938 in Jena) war ein deutscher Agrikulturchemiker. Er wirkte seit 1900 an der Universität Jena und bearbeitete vornehmlich die Umsetzung von mineralischen Düngemitteln im Boden und Probleme der Bodenversauerung.

## Lebensweg
Heinrich Immendorff besuchte das Realgymnasium in Minden und studierte seit 1880 Naturwissenschaften in Leipzig, München und Berlin und ab 1885 an der Universität Bonn. Dort promovierte er 1885 mit einer Dissertation über das Aluminiumchlorid. Nach mehrmonatiger Tätigkeit als Privatassistent bei dem in Bonn lehrenden Chemiker Friedrich August Kekulé entdeckte er sein Interesse für die Agrikulturchemie. 1886 übernahm er eine Assistentenstelle an der Landwirtschaftlichen Akademie in Bonn-Poppelsdorf. Dort erwarb er 1891 die Venia legendi für das Gesamtgebiet der Agrikulturchemie.
1892 ging Immendorff als Laboratoriumsvorsteher an die Moor-Versuchsstation in Bremen, wo er Untersuchungen über die physiologischen Wirkungen der Moor-Humussäuren durchführte. 1900 wurde er als außerordentlicher Professor für Agrikulturchemie an die Universität Jena berufen. Gleichzeitig übernahm er die Leitung der agrikulturchemischen Abteilung der Landwirtschaftlichen Versuchsstation Jena. 1920 erfolgte seine Ernennung zum Ordinarius. 1932, im Alter von 72 Jahren, wurde er emeritiert.
Immendorff war Mitglied des Corps Agronomia Jenensis.

## Forschung und Lehre
Die lückenlose Dokumentation agrikulturchemischer Versuchs- und Kontrolltätigkeit war für Immendorff stets ein besonderes Anliegen. Deshalb publizierte er über die Ergebnisse seiner Aktivitäten in Bremen und Jena zahlreiche Berichte. Von überregionalem Interesse beachtenswert sind die von ihm als Alleinautor herausgegebenen fünf Jahresbände (1896–1900) der Schriftenreihe Das landwirtschaftliche Versuchswesen und die Thätigkeit der landwirtschaftlichen Versuchsstationen Preussens.
In Jena führte Immendorff in Kontakt mit der Deutschen Landwirtschafts-Gesellschaft umfangreiche Konservierungsversuche mit Stalldünger durch. Im Mittelpunkt seiner Forschungstätigkeit standen Versuche über die physiologische Reaktion von mineralischen Düngemitteln, über die Umsetzung des Kalkstickstoffs in Ackerböden und aktuelle Probleme der Bodenversauerung. Als langjährigem Leiter der Flussüberwachungsstelle in Gerstungen an der Werra oblag ihm die Kontrolle der in Werra und Fulda eingeleiteten Abwässer der Kaliindustrie.
Immendorff galt bei den Studierenden der Universität Jena als ein außerordentlich beliebter Hochschullehrer. Trotz fortgeschrittener Spezialisierung vertrat er in seinen Lehrveranstaltungen noch das traditionelle Gesamtgebiet der Agrikulturchemie, das heißt, er hielt Vorlesungen über Pflanzen- und Tierernährung. Für seine Verdienste um die Agrikulturchemie wurde ihm der Titel Hofrat verliehen.

## Bücher und Schriften
- Beiträge zur Kenntniss der Wirkung des Aluminiumchlorids. Diss. phil. Univ. Bonn 1885.
- Das landwirtschaftliche Versuchswesen und die Thätigkeit der landwirtschaftlichen Versuchstationen in Preussen im Jahre 1896. Verlag Paul Parey Berlin 1898. – Vier weitere Bände ebd. für die Jahre: 1897 (1899); 1896 (1900); 1899 (1902); 1900 (1903). Alle Jahresbände sind erschienen als Ergänzungsbände der Zeitschrift Landwirtschaftliche Jahrbücher.
- Calciumcyanamid (Stickstoffkalk oder Kalkstickstoff) als Düngemittel (gemeinsam mit E. Kempski). Verlag Eugen Ulmer Stuttgart 1907.
- Altes und Neues aus dem Gebiete der Düngerlehre. Vortrag gehalten in der Ökonomischen Gesellschaft im Königreich Sachsen zu Dresden am 7. Januar 1910. Verlag Fritzsche & Schmidt Leipzig 1910.